# 北海道道264号七飯療養所線
北海道道264号七飯療養所線（ほっかいどうどう264ごう ななえりょうようじょせん）は、北海道亀田郡七飯町内を結ぶ一般道道（北海道道）である。

## 概要
七飯駅と国立療養所北海道第一病院（現ななえ新病院）とを結ぶ道路であり、全国的にも珍しい「療養所線」という路線名になっている。また、鉄道駅を終点とするにもかかわらず、路線名に採用されていない（「○○停車場線」のような形となっていない）点も特徴である。

### 路線データ
- 起点：北海道亀田郡七飯町字桜町（函館新道 七飯本町IC）
- 終点：北海道亀田郡七飯町本町1丁目（JR北海道 函館本線 七飯駅）
- 総延長：1.869 km
- 実延長：1.378 km
- 重用延長：0.491 km

## 歴史
- 1957年（昭和32年）7月25日 - 190号として路線認定[1]。
- 1994年（平成6年）10月1日 - 路線番号を264号に変更[2]。

この路線の前身は、1942年（昭和17年）7月9日に認定された準地方費道146号七飯療養所線である。

## 路線状況

### 重複区間
- 国道5号：七飯町本町

### 道路施設

#### 主な橋梁
- 桜橋（21 m、鳴川、七飯町桜町-七飯町本町）

## 地理

### 通過する自治体
- 渡島総合振興局
  - 亀田郡七飯町

### 交差する道路
七飯町
- 函館新道 七飯本町IC - 桜町
- 北海道道676号七飯大野線 - 本町
- 国道5号 - 本町（重複）

### 沿線にある施設など
七飯町
- ななえ新病院
- 七飯町役場 - 本町6丁目1-1
- 七飯町ファミリースポーツセンター - 本町5丁目6-1
- 本町見晴公園 - 本町5丁目
- 七飯郵便局 - 本町6丁目2-2
- 道南うみ街信用金庫七飯支店 - 本町3丁目8-18
- セブン-イレブン渡島七飯店 - 本町3丁目4-1
- JR北海道 函館本線 七飯駅 - 本町1丁目1-1